# 狛田村
狛田村（こまだむら）は、かつて京都府相楽郡に存在した村。現在の精華町北部にある菱田と下狛に相当する。

## 地理
狛田村の西端には木津川が流れていた。煤谷川によって下狛村と菱田村が隔てられていた。
狛田村の南北には旧奈良街道（歌姫越）が走っている。京都府道22号に沿ってJR学研都市線（片町線）と近鉄京都線が走っており、菱田と下狛の境界付近には学研都市線の下狛駅があり、下狛駅に隣接して京都線の狛田駅がある。今日の下狛の西部には南北に京奈和自動車道が走っており、精華下狛インターチェンジがある。

## 歴史
平安京と平城京を結ぶ春日詣の経路としては木津川の東岸（宇治など）を通る道と西岸（田辺など）を通る道の2つのルートがあり、西岸を通る道が旧奈良街道を通っていた。時代とともに東岸を通る道から西岸を通る道に移っていき、平安時代後半には平安貴族などが旧奈良街道を通っていた。
菱田村については、寛元2年（1244年）の『大和春日神社文書』に「山城国菱田宿」という記述がみられ、この頃から奈良街道に沿って宿があったことがわかる。『京都府地誌』によると、明治10年代には85戸360人が居住しており、田が56町9反余、畑14町余、産物として蚕豆、蕃薯、製茶があった。
下狛村については、高句麗からの渡来人である高麗（こま・狛）氏に由来し、近隣の木津川市山城町には上狛（かみこま）と云う地名も残る。天慶3年（940年）の『貞信公記』に下狛里の記述がある。『京都府地誌』によると、明治10年代には204戸360人が居住しており、田が131町余、畑12町余、産物として豌豆、菜種、実綿、煙草があった。
1889年（明治22年）に町村制が施行されたことで、菱田村、下狛村が合併して狛田村となった。1931年（昭和6年）、狛田村、稲田村、祝園村が合併して川西村となり、1951年（昭和26年）には川西村と山田荘村が合併して精華村となり、1955年（昭和30年）に町制を施行して精華町となった。

## 神社仏閣
- 春日神社（菱田）
- 春日神社（菱田）
- 西光寺（菱田）
- 春日神社（下狛）
- 鞍岡神社（下狛）
- 想念寺（下狛）
- 安楽寺（下狛）